# Thomas "Tom" Flanagan
Pour les articles homonymes, voir Flanagan.
Ne doit pas être confondu avec Thomas Flanagan (écrivain).
Thomas Eugene (Tom) Flanagan, né le 5 mars 1944 à Ottawa dans l'Illinois, est un professeur américain de sciences politiques à l'université de Calgary en Alberta (Canada).

## Biographie
Seul fils d'une famille américano-irlandaise d'Illinois, il obtient sa licence à l'université Notre-Dame (Indiana) et un doctorat à l'Université Duke (Caroline du Nord), après quoi il accepte un poste à Calgary (Canada). 
Flanagan est l'un des membres de l'École de Calgary, et s'est fait remarquer pour ses travaux controversés sur Louis Riel et les Amérindiens. Flanagan adopte dans ses travaux une approche révisionniste à l'histoire des Amérindiens. Considérant ceux-ci comme les « premiers immigrants » américains, il travaille à démythifier ce qu'il appelle une « orthodoxie aborigène » politiquement correcte. Il a travaillé comme consultant et expert dans la contestation des droits territoriaux indiens : son approche des Amérindiens comme premiers immigrants est vue par certains comme particulièrement utile pour le gouvernement canadien en vue de refuser de nouveaux droits territoriaux aux tribus indiennes.
Flanagan a travaillé pour Preston Manning aux débuts du Parti réformiste du Canada, mais quitta le mouvement après l'élection générale de 1993. Il est actuellement proche de l'ancien premier ministre du Canada Stephen Harper, chef de file des conservateurs. Flanagan est membre d'un think tank conservateur, l'Institut Fraser.

## WikiLeaks
À la suite de la révélation de télégrammes de la diplomatie américaine par le site WikiLeaks, Flanagan a proposé sur les ondes de CBC l'assassinat de Julian Assange avant de se rétracter.